# Karabin NTW-20
NTW-20 – południowoafrykański wielkokalibrowy karabin wyborowy.

## Historia konstrukcji
W połowie lat 90 XX w. w zakładach Aerotek skonstruowano prototyp karabinu wyborowego zasilanego nabojem 20 × 82 mm, skonstruowanym w latach 40 XX w. w III Rzeszy dla działek lotniczych MG 151/20. Zastosowanie tak silnego naboju wymusiło zastosowanie hamulca wylotowego, oraz hydropneumatycznego osłabiacza odrzutu. Ponieważ broń ma dużą masę, w położeniu transportowym karabin jest rozkładany na dwie części i przenoszony przez dwie osoby. Dzięki zastosowaniu naboju 20 mm NTW-20 mógł skutecznie zwalczać cele nieopancerzone takie jak anteny stacji radarowych, stojące na ziemi samoloty i śmigłowce.
W następnych latach NTW-20 był produkowany przez koncern Denel. Opracowano także zestaw konwersyjny umożliwiający przystosowanie broni do zasilania sowieckim nabojem 14,5 × 114 mm. Dzięki zastosowaniu tego naboju asortyment celów zwalczanych przez NTW-20 rozszerzył się o cele lekko opancerzone.
NTW-20 i NTW-14.5 są produkowane seryjnie i od 1998 roku znajdują się na uzbrojeniu South African National Defence Force.

## Opis
NTW-20 jest bronią powtarzalną, z zamkiem ślizgowo-obrotowym, czterotaktowym. Zamek ryglowany jest sześcioma ryglami. Zespół zamek-lufa jest połączony z resztą broni za pośrednictwem hydropneumatycznego osłabiacza odrzutu.
Lufa gwintowana, zakończona hamulcem wylotowym. Lufa kalibru 20 mm ma skok gwintu równy 560 mm, kalibru 14,5 mm 406 mm.
Karabin jest zasilany z trójnabojowego magazynka przyłączanego z lewej strony komory zamkowej.
Chwyt pistoletowy połączony z łożem znajduje się w połowie długości komory zamkowej. Do jej przedniej części przymocowany jest dwójnóg. Zasadniczym przyrządem celowniczym jest celownik optyczny.